# A&E (chaîne de télévision)
Pour les articles homonymes, voir A&E.
Ne doit pas être confondu avec A&E Television Networks ou Planète+ A&E.
A&E est une chaîne de télévision américaine spécialisée dans la diffusion de biographies, de documentaires et de séries dramatiques. En 2005, A&E est reçue par 85 millions de foyers aux États-Unis. A&E est un sigle pour Arts & Entertainment (« Arts et divertissement »).
A&E est la chaîne phare du groupe de télévision A&E Television Networks qui édite aussi History Channel et The Biography Channel.

## Histoire
À la suite du rachat en 1996 de Capital Cities/ABC par la Walt Disney Company, A&E est une coentreprise entre la Hearst Corporation (37,5 %), ABC (37,5 %) et NBC (25 %).
Le 6 juillet 2012, Comcast annonce exercer son option pour vendre sa part dans A&E Network évaluée à 3 milliards d'USD, laissant Disney et Hearst copropriétaires avec 50 % chacun. Le 30 juillet 2012, la Federal Trade Commission valide la vente par Comcast de sa participation dans A&E Network.
Le 13 novembre 2013, la chaîne lance son association en France avec le Groupe Canal+ pour la diffusion de ses programmes sur Planète+ CI et Planète+ A&E.
Le 6 février 2015, la chaîne conclut un contrat avec Sony afin de produire une quatrième saison de la série Unforgettable, annulée quelques mois auparavant par le réseau CBS.

## Programmation

### Séries télévisées
- Tribunal central (100 Centre Street) (2001–2002)
- Les Enquêtes de Nero Wolfe (A Nero Wolfe Mystery) (2000–2002)
- Bates Motel (2013–2017)
- The Beast (2009)
- Breakout Kings (2011–2012)
- The Cleaner (2008–2009)
- Damien (2016)
- The Glades (2010–2013)
- Longmire (2012–2014, puis sur Netflix)
- The Returned (2015)
- Those Who Kill (2014, puis sur Lifetime Movie Network)
- Unforgettable (2015–2016, saisons 1 à 3 sur CBS)

### Émissions de téléréalité originales
- The First 48 (en) (2004–en cours)
- Intervention (en) (2005–en cours)
- Criss Angel Mindfreak (2005–2010)
- État paranormal (Paranormal State) (2007–2011)
- Crime 360 (en) (2008–2009)
- Parking Wars (en) (2008–2012)
- Psychic Kids (en) (2008–2010, 2019)
- Hoarders (2009–en cours)
- Billy l'exterminateur (Billy the Exterminator) (2009–2016)
- Obsessed (en) (2009–2010)
- Storage Wars (2010–en cours)
- Storage Wars : Texas (2011–2014)
- Shipping Wars : Livraison impossible (2012–2022)
- Cajun Justice (en) (2012)
- Les Rois du troc (Barter Kings) (2012–2013)
- Duck Dynasty (2012–2017)
- Bad Ink (2013–2014)
- Storage Wars : Enchères à New York (Storage Wars: New York) (2013)
- Leah Remini: Scientology and the Aftermath (en) (2016–2019)
- Wahlburgers (en) (2014–2019)